# Невадский университет в Лас-Вегасе
Невадский университет в Лас-Вегасе (англ. University of Nevada, Las Vegas) — государственный исследовательский университет, расположенный в городе Парадайс близ Лас-Вегаса в штате Невада, США. В состав университета входит корпус Shadow Lane, в котором расположен медицинский стоматологический факультет — единственный в Неваде. Кроме того юридический факультет университета также является единственным подобным факультетом в штате.
Английское название университета часто сокращается до UNLV (читается «ЮЭнЭлВи»), русское — до УНЛВ — Университет Невады в Лас-Вегасе.

## Спорт
Невадский университет в Лас-Вегасе представлен спортивными командами в 17 различных видах спорта. Наиболее известной спортивной программой университета является мужской баскетбол. Так команда университета Невады УНЛВ Раннин Рэбелс выиграла в 1990 году чемпионат по баскетболу среди мужчин I дивизиона NCAA, обыграв в финале команду Дьюк Блю Девилз 103-73.

## Галерея

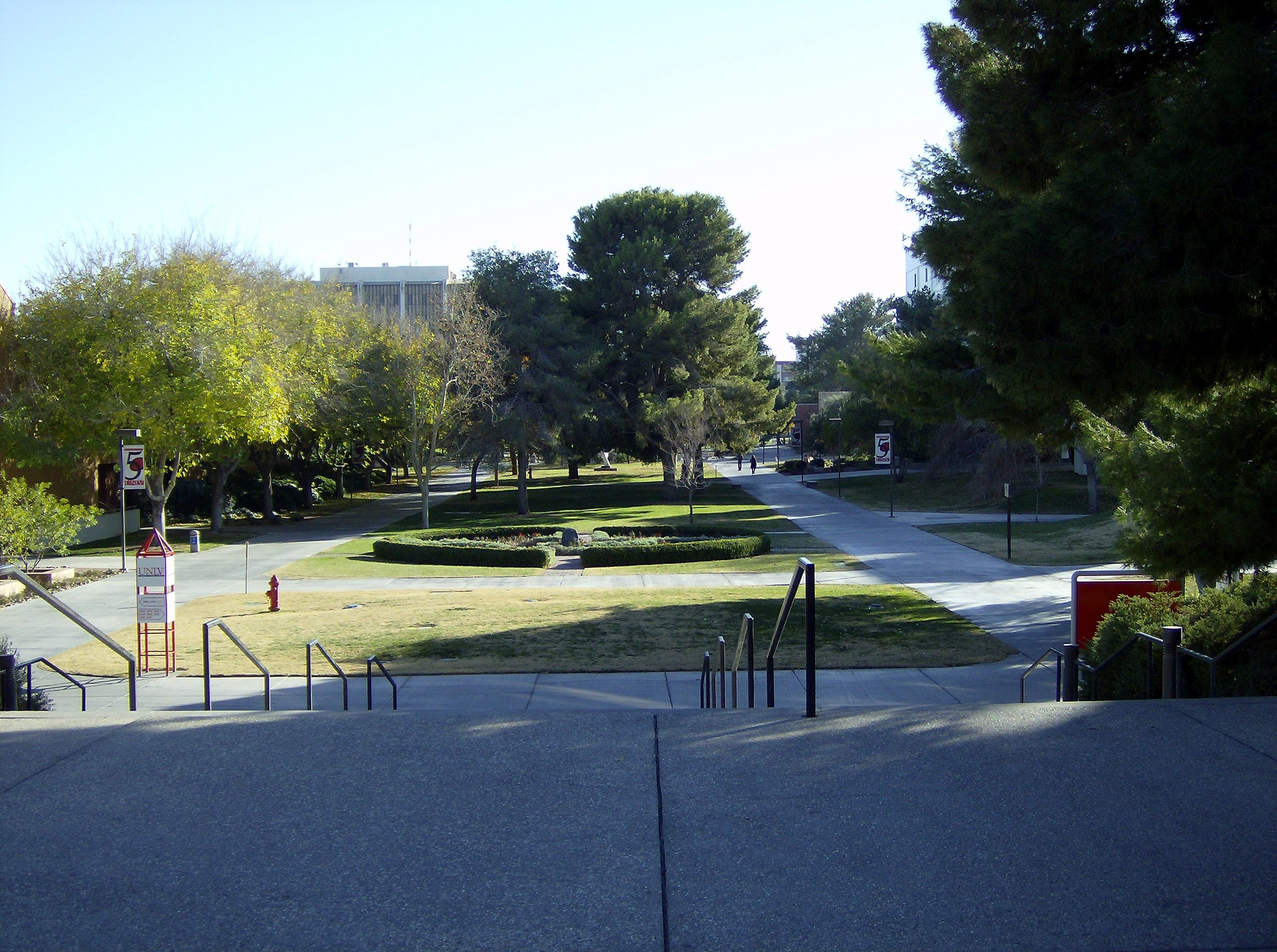
Кампус университета
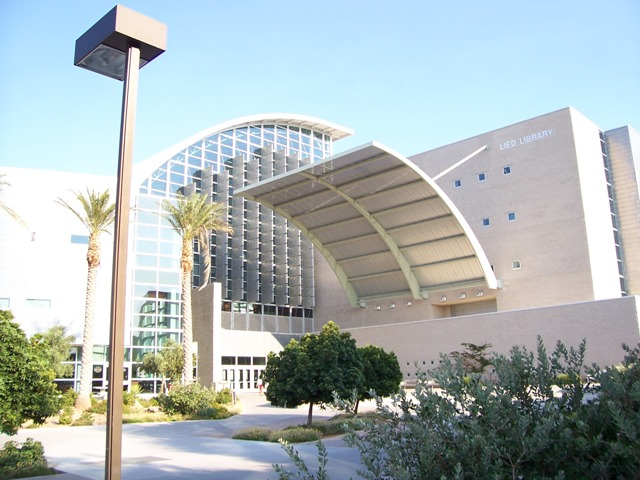
Университетская библиотека